# یواس‌اس وارتون (ای‌پی-۷)
یواس‌اس وارتون (ای‌پی-۷) (به انگلیسی: USS Wharton (AP-7)) یک کشتی بود که طول آن ۶۳۶ فوت ۲ اینچ (۱۹۳٫۹۰ متر) بود. این کشتی در سال ۱۹۱۹ ساخته شد.